# 轟沈 (曲)
「轟沈」（ごうちん）は、楠木繁夫の歌唱による戦時歌謡。1944年（昭和19年）9月に公開された記録映画『轟沈』の主題歌。作詞は米山忠雄、作曲は江口夜詩、編曲は仁木他喜雄。歌詞は全4番。

## 概要
作詞の米山忠雄は海軍の嘱託職員。作曲の江口は、従軍取材を元に曲を書き上げた。当初は「魚雷を抱いて」という題名であったが、発売直前に映画の題名に合わせて変更となった。2番と4番の斉唱部にクレジットのない女声パートがあるが、歌声から、三原純子だと推測される。
1944年（昭和19年）4月10日に日蓄レコードから、伊藤久男の歌う「海底万里」とのカップリングで発売された（旧レコード番号は1008553）。同年8月時点でのレコードの販売枚数は8万1000枚。
「轟沈」という言葉は、日本海軍がマレー沖海戦でイギリス海軍の戦艦「プリンス・オブ・ウェールズ」と巡洋戦艦「レパルス」を撃沈した時に大本営発表から使われて以降、馴染まれて使われていた名詞である。潜水艦乗りの生活を歌った肩の凝らない歌詞とユーモラスなメロディにより、広く国民に愛唱された。